# Bắc Tề Vũ Thành Đế
Bắc Tề Vũ Thành Đế (北齊武成帝) (537–569), tên húy là Cao Đam/Cao Trạm (高湛), biệt danh Bộ Lạc Kê (步落稽), là hoàng đế thứ tư của triều đại Bắc Tề trong lịch sử Trung Quốc. Trong suốt thời gian trị vì, ông đã dành phần lớn thì giờ của mình cho tiệc tùng và ham mê khoái lạc, bỏ bê chính sự khiến hệ thống chính trị của Bắc Tề nhanh chóng suy yếu. Năm 565, ông trao lại đế vị cho con trai là Cao Vĩ, trở thành Thái thượng hoàng, song vẫn tiếp tục đưa ra các quyết định quan trọng. Sau khi ông qua đời năm 569, hệ thống chính trị của Bắc Tề càng thêm hủ bại và kém hiệu quả, rồi sụp đổ vào năm 577.

## Thời trẻ
Cao Đam sinh năm 537, là con trai thứ tư của Cao Hoan- là người khi đó nắm thực quyền trong chính trường Đông Ngụy - với vợ chính là Lâu Chiêu Quân. Song Cao Đam là người con trai thứ chín trong số toàn bộ những người con của Cao Hoan. Năm 544, nhằm hình thành một liên minh với Nhu Nhiên, Cao Hoan đã cho Cao Đam kết hôn với con gái có hiệu là Lân Hòa công chúa của Nhu Nhiên khả hãn Uất Cửu Lư Am La Thần (郁久閭菴羅辰). Tại lễ thành hôn của họ, Cao Đam được thuật là đã có hành động phù hợp mặc dù còn nhỏ tuổi, gây ngạc nhiên cho các vị khách. Sau đó, ông được phong tước Trường Quảng quận công. Sau cái chết của cha là Cao Hoan và anh cả Cao Trừng, người anh thứ hai của ông là Cao Dương trở thành người cai trị thực tế của Đông Ngụy, và đến năm 550, Cao Dương đã buộc Hiếu Tĩnh Đế phải nhường ngôi cho mình, tức là Bắc Tề Văn Tuyên Đế, kết thúc triều Đông Ngụy và mở ra triều Bắc Tề. Do là em ruột của hoàng đế,năm Cao Đam 13 tuổi được phong Trường Quảng Vương (长广王).

## Dưới thời Văn Tuyên Đế trị vì
Trong thời gian đầu, Văn Tuyên Đế đã trị vì với thái độ mẫn cán, song sau đó ông trở nên hung ác và thoái hóa. Khi say rượu, ông đã nhiều lần đánh đập các em trai mình, trong đó có Cao Đam và hai người khác là Vĩnh An vương Cao Tuấn (高浚) và Thượng Đảng vương Cao Hoán (高渙), hai người sau đã bị bắt giam và cuối cùng đã bị giết chết một cách tàn nhẫn. Tuy nhiên, bản thân Cao Đam đã góp phần vào cái chết của họ, khi Cao Dương tính đến việc phóng thích hai người vào khoảng năm 559, do có quan hệ hận thù với Cao Tuấn, Cao Đam đã nói với Văn Tuyên Đế rằng: "Làm sao mà bệ hạ có thể cho các con hổ hung dữ ra khỏi chuồng?" Văn Tuyên Đế đã nghe theo và giết chết họ. Trong giai đoạn này, Cao Đam thân cận với Hòa Sĩ Khai (和士開) và Tổ Thỉnh (祖珽), thậm chí gọi họ là huynh đệ và hai người này sau đó đã giữ vai trò quan trọng trong chính quyền của ông.

## Dưới thời Phế Đế và Hiếu Chiêu Đế trị vì
Cũng trong năm 559, Văn Tuyên Đế qua đời và hoàng thái tử Cao Ân lên kế vị, tức Phế Đế. Cao Ân trở thành hoàng đế khi mới 16 tuổi. Sau khi kế vị, theo di nguyện của cha, việc triều chính được đặt trong tay một vài người mà ông ta tin tưởng, bao gồm Khai Phong vương Dương Âm (楊愔), Bình Tần vương Cao Quy Ngạn (高歸彥), Yên Tử Hiến (燕子獻), và Trịnh Di (鄭頤). Những quan lại này (ngoại trừ Cao Quy Ngạn) không tin tưởng Cao Đam và anh trai là Thường Sơn vương Cao Diễn, họ cho rằng với vị thế là hoàng thúc, hai người sẽ tạo ra mối đe dọa cho hoàng đế.
Trong khi đó, Dương Âm đã tiến hành một kế hoạch tái tổ chức chính quyền nhằm tinh giản các chức tước không cần thiết và loại bỏ các quan lại bất tài. Các quan lại bị tổn hại từ những hành động của Dương Âm đã trở nên bất mãn và họ hy vọng rằng Cao Diễn và Cao Đam sẽ hành động và bắt đầu khuyến khích hai người làm như vậy. Dương Âm đã tính đến việc đưa Cao Diễn và Cao Đam ra ngoài kinh thành để làm thứ sử hay châu mục, song Phế Đế ban đầu đã từ chối. Dương Âm viết một tấu trình cho Lý thái hậu để xin bà cho quyết định, Thái hậu đã hỏi ý của Lý Xương Nghi (李昌儀) song người này lại để lộ tin tức cho Lâu thái hoàng thái hậu. Thái hoàng thái hậu đã thông báo cho hai hoàng thúc, và họ đã mưu tính về một cuộc phục kích cùng với Cao Quy Ngạn và các tướng Hạ Bạt Nhân (賀拔仁) và Hộc Luật Kim tại một buổi lễ mà Cao Diễn có một chức vụ lễ nghi. Dương Âm, Khả Chu Hồn Thiên Hòa (可朱渾天和), Yên Tử Hiến, Trịnh Di và Tống Khâm Đạo (宋欽道) đều bị đánh đập dữ dội và bị bắt. Cao Diễn và Cao Đam sau đó tiến vào hoàng cung và công khai buộc tội Dương Âm cùng các cộng sự; Dương Âm và các cộng sự bị hành quyết, và Cao Diễn nắm quyền kiểm soát triều đình.
Ngay sau đó, Cao Diễn đã đến nắm giữ chức vụ ở bồi đô Tấn Dương (晉陽, nay thuộc Thái Nguyên, Sơn Tây) và kiểm soát triều đình từ xa, để kinh đô Nghiệp thành cho Cao Đam quản lý. Sang năm 560, Lâu thái hoàng thái hậu đã ban một chiếu chỉ phế truất Cao Ân và lập Cao Diễn làm hoàng đế, tức là Bắc Tề Hiếu Chiêu Đế. Hiếu Chiêu Đế tiếp tục trú tại Tấn Dương, còn Cao Đam tiếp tục trấn thủ Nghiệp thành.
Tuy nhiên, mối quan hệ giữa Hiếu Chiêu Đế và Cao Đam bắt đầu trở nên tồi tệ, nguyên nhân là do Hiếu Chiêu Đế từng hứa với Cao Đam rằng sẽ lập ông làm hoàng thái đệ, song sau đó lại lập con trai là Cao Bách Niên. Năm 561, Hiếu Chiêu Đế đã cố gắng chuyển giao một số quyền lực của Cao Đam tại Nghiệp thành cho con trai của Hộc Luật Kim là Hộc Luật Tiện (斛律羨), song Cao Đam đã từ chối chuyển giao bất kỳ quyền lực nào. Đến khi Hiếu Chiêu Đế muốn trừ khử cháu trai Cao Ân và cho triệu người này đến Tấn Dương, Cao Đam đã dự định phục vị cho Cao Ân và bắt đầu một cuộc nổi dậy chống lại Hiếu Chiêu Đế, song sau đó ông đã đưa Cao Ân đến Tấn Dương vì các pháp sư nói với ông rằng một ngày nào đó ông sẽ lên ngôi làm hoàng đế.
Đến mùa đông năm 561, Hiếu Chiêu Đế đã bị thương do ngã ngựa trong một chuyến đi săn. Sau đó, nghĩ rằng bản thân sắp qua đời, Hiếu Chiêu Đế đã ban một chiếu chỉ nói rằng Cao Bách Niên còn quá nhỏ đề kế vị, và rằng đế vị sẽ được truyền cho Cao Đam. Hiếu Chiêu Đế cũng viết một lá thư cho Cao Đam, nói rằng: "Bách Niên vô tội. Em có thể làm bất kỳ điều gì với nó, song xin đừng sát hại nó!" và qua đời. Sau khi phái các thân tín đi thăm dò về tính xác thực của việc Hiếu Chiêu Đế qua đời, Cao Đam đã nhanh chóng đến Tấn Dương và lên ngôi, tức là Bắc Tề Vũ Thành Đế.

## Trị vì
Vào mùa xuân năm 562, Vũ Thành Đế phong Hồ vương phi làm hoàng hậu và phong con trai do bà sinh là Cao Vĩ làm hoàng thái tử.
Cũng vào mùa xuân năm 562, Vũ Thành Đế tán đồng với ý kiến của Cao Nguyên Hải (高元海), Tất Nghĩa Vân (畢義雲), và Cao Can Hòa (高乾和) rằng Cao Quy Ngạn không phải là người đáng tin, Vũ Thành Đế đã giáng Cao Quy Ngạn làm thứ sử của Ký châu (冀州, nay gần tương ứng với Hành Thủy, Hà Bắc). Khi Cao Quy Ngạn ở Ký châu, thuộc cấp Lã Tư Lễ (呂思禮) đã báo cáo rằng ông ta đang lập kế hoạch nổi dậy, Vũ Thành Đế đã phái các lão tướng Đoàn Thiều (段韶) và Lâu Duệ (婁叡) đi đánh Cao Quy Ngạn; họ nhanh chóng đánh bại Cao Ngạn Quy, hành quyết ông ta cùng con cháu.
Vào mùa hè năm 562, Lâu thái hậu qua đời, song Vũ Thành Đế đã từ chối mặc quần áo tang màu trắng và vẫn tiếp tục mặc chiếc trường bào màu đỏ của mình và tiếp tục các bữa tiệc và tấu nhạc. Khi Hòa Sĩ Khai khuyên ông dừng tấu nhạc, Văn Thành Đế đã tức giận đến nỗi ông đã tát Hòa Sĩ Nguyên, thường ngày vốn là một người gần gũi của ông.
Vào một thời điểm nào đó sau khi lên ngôi, ông bắt đầu buộc Lý Tổ Nga (hoàng hậu của Văn Tuyên Đế Cao Dương) phải quan hệ tình dục với mình, đe dọa rằng sẽ giết chết con trai Thái Nguyên vương Cao Thiệu Đức (高紹德) của bà nếu bà không chấp thuận. Cuối cùng, Lý Tổ Nga mang thai, và do xấu hổ nên bà bắt đầu từ chối nhìn mặt Cao Thiệu Đức. Cao Thiệu Đức sau đó đã phát hiện ra việc mẹ mình mang thai và trở nên phẫn nộ. Đến khi sinh hạ một nữ nhi vào khoảng tết năm 563, Lý Tổ Nga đã ném bé gái đi, gây ra cái chết cho đứa bé. Khi Vũ Thành Đế biết chuyện, ông trở nên nổi giận, và ông nói, "Vì nhà ngươi sát hại con gái ta, ta sẽ giết con trai ngươi." Vũ Thành Đế triệu Cao Thiệu Đức đến và giết chết người cháu này trước mặt Lý Tổ Nga. Bà than khóc rất nhiều, do tức giận, Vũ Thành Đế đã lột bỏ y phục của bà và đánh bà. Bà bị chấn thương nặng song cuối cùng đã hồi phục, Vũ Thành Đế đã trục xuất bà ra khỏi cung làm ni cô.
Năm 563, Vũ Thành Đế trở nên rất ưa chuộng và tin tưởng Hòa Sĩ Khai, ông không thể chịu nổi nếu không nhìn thấy và thường yêu cầu người này ở lại trong cung. Bất cứ khi nào Hòa Sĩ Khai về phủ, Vũ Thành Đế lại nhanh chóng triệu ông ta trở lại cung, và ban thưởng rất lớn cho Hòa Sĩ Khai. Họ cùng nhau tham gia vào những việc được mô tả là "các trò chơi đồi bại", không có ranh giới giữa hoàng đế và bề tôi. Sau đó, Hòa Sĩ Khai bắt đầu có một mối tình với Hồ hoàng hậu, ông ta nói với Vũ Thành Đế:
Ngay từ thời cổ, tất cả các đế vương chết đi đều thành khôi thổ. Điều khác biệt giữa Nghiêu Thuấn với Kiệt Trụ là gì? Trong khi vẫn còn trai tráng, Bệ hạ nên tận hưởng cuộc sống càng nhiều càng tốt và làm bất kỳ điều gì Bệ hạ muốn. Một ngày hoan lạc có thể sánh với nghìn năm thông thường. Trao lại chính sự quốc gia cho các đại thần, và không lo lắng rằng họ không thể thực hiện được. Đừng ngược đãi bản thân và khiến cho bản thân không thể làm được bất kỳ điều gì.
Vũ Thành Đế bị thuyết phục nên đã ủy thác công vụ cho Triệu Ngạn Thâm (趙彥深), việc tài vụ cho Nguyên Văn Dao (元文遥), quản lý dân cảnh cho Đường Ung (唐邕), và việc học tập của thái tử Cao Vĩ cho em rể Phùng Tử Tông (馮子琮) và họ hàng Hồ Trường Xán (胡長璨) của Hồ hoàng hậu. Bản thân ông chỉ họp với các đại thần ba hoặc bốn ngày một lần, và ông thường xuyên chỉ xuất hiện trong một khoảng thời gian ngắn và chuẩn thuận nhanh chóng rồi kết thúc cuộc họp. Khi con trai của Cao Trừng là Cao Hiếu Du (高孝瑜) cố gắng khiến ông chú ý vào mối quan hệ giữa Hòa Sĩ Khai và Hồ hoàng hậu, Hòa Sĩ Khai và Triệu quận vương Cao Duệ (高叡, em họ của Vũ Thành Đế) [người mà Cao Hiếu Du cũng khuyên Vũ Thành Đế nên giữ khoảng cách do phụ thân của Cao Duệ là Cao Sâm (高琛) đã chết do trận đòn của Cao Hoan sau khi có mối tình với thiếp của Cao Hoan là Nhĩ Chu thị] đã cùng cáo buộc Cao Hiếu Du âm mưu nổi loạn. Vào mùa hè năm 563, Khi Vũ Thành Đế nhận được thông báo rằng Cao Hiếu Du có một cuộc đàm thoại bí mật với một người thiếp Nhĩ Chu thị của ông, ông đã hạ độc giết chết Cao Hiếu Du.
Vào mùa đông năm 563, kình địch Bắc Chu phát động một cuộc tấn công lớn với hai nhánh quân tiến vào lãnh thổ Bắc Tề, Đạt Hề Vũ (達奚武) chỉ huy đạo quân phía nam tiến đánh Bình Dương (平陽, nay thuộc Lâm Phần, Sơn Tây) còn Dương Trung chỉ huy đạo quân phía bắc để cùng Đột Quyết tấn công Bắc Tề từ phía bắc. Vũ Thành Đế đã phái tướng Hộc Luật Quang (con trai của Hộc Luật Kim) đem quân chống lại đạo quân phía nam của Bắc Chu, còn bản thân thì đến Tấn Dương để chống lại đạo quân phía bắc. Tuy nhiên, khi đến Tấn Dương, ông đã sửng sốt trước sức mạnh của quân Bắc Chu và Đột Quyết, và tính đến việc chạy trốn, và chỉ đình chỉ việc này sau khi bị Cao Duệ và Hà Gian vương Cao Hiếu Uyển phản đối. Tuy nhiên, đến mùa xuân năm 564, tướng Đoàn Thiều (段韶) của Bắc Tề đã đánh bại được Dương Trung, buộc Dương Trung phải chạy trốn, còn quân Đột Quyết và quân của Đạt Hề Vũ đã triệt thoái sau đó. Tuy nhiên, lãnh thổ ở phía bắc Tấn Dương của Bắc Tề đã bị Đột Quyết cướp phá.
Cũng trong mùa xuân năm 564, việc duyệt lại hình pháp từ thời Bắc Ngụy đã hoàn tất, khiến việc thực thi pháp luật công bằng hơn, và đây là một thành tựu lớn trong thời gian trị vì của Vũ Thành Đế. Hơn nữa, Vũ Thành Đế cũng chú tâm đến việc phổ biến pháp luật rộng rãi hơn, ông đã ra lệnh cho trẻ em trong các gia đình quan lại phải học luật. Ông còn chính thức hóa luật thuế, không chỉ cố gắng biến gánh nặng thuế má trở nên công bằng hơn, mà còn tạo ra một hệ thống mà trong đó, những người trưởng thành không có ruộng đất sẽ được giao đất để trồng cấy trên đó, khuyến khích sản xuất lương thực.
Vào mùa hè năm 564, đã có các dấu hiệu chiêm tinh báo hiệu hoàng đế sẽ gặp vận xấu, Vũ Thành Đế đã nghĩ cách hướng vận xấu vào cháu trai Cao Bách Niên. Tại thời điểm đó, thầy giáo của Cao Bách Niên là Giả Đức Trụ (賈德冑) đã trình một vài chữ sắc (敕) nghĩa là "chiếu thư của vua," do Cao Bách Niên viết cho Vũ Thành Đế. Vũ Thành Đế đã triệu Cao Bách Niên vào cung, và sau khi bắt cháu trai viết chữ "sắc" để chắc chắn nét chữ của Cao Bách Niên giống với các chữ mà Giả Đức Trụ đã trình, Vũ Thành Đế đã lệnh cho binh lính đánh đập dữ dội Cao Bách Niên, rồi chém đầu cháu trai.
Trong khi đó, nhiếp chính của Bắc Chu là Vũ Văn Hộ (宇文護) đã phái Doãn Công Chính (尹公正) đến Bắc Tề để đề nghị hòa bình nhằm giải thoát cho mẹ của ông ta là Diêm thị và một người cô ruột. Vũ Thành Đế lo sợ rằng Bắc Chu và Đột Quyết sẽ tiến hành một cuộc tấn công khác, nên đầu tiên đã cho đưa Vũ Văn thị về Bắc Chu. Tuy nhiên, ông vẫn giam giữ Diêm thị và buộc bà phải trao đổi thư từ với Vũ Văn Hộ, cố gắng đạt được những lời hứa hẹn của Vũ Văn Hộ, song do sợ Vũ Văn Hộ nổi giận, Văn Tuyên Đế cuối cùng đã phóng thích Diêm thị vào mùa thu năm 564. Tuy nhiên, sang mùa đông năm 564, khi Đột Quyết tấn công các châu phía bắc của Bắc Tề, Vũ Văn Hộ đã xua quân tấn công Bắc Tề, áp sát trọng thành Lạc Dương. Khoảng tết năm 565, Đoàn Thiều và Lan Lăng vương Cao Trường Cung đã đánh bại quân Bắc Chu đang bao vây Lạc Dương, quân Bắc Chu triệt thoái.
Trong khoảng thời gian này, Tổ Thỉnh (祖珽) đã thuyết phục Hòa Sĩ Khai rằng vận mệnh của họ gắn với vận mệnh của hoàng đế—và rằng nếu như hoàng đế chết, Hòa Sĩ Khai sẽ lâm vào tình thế tuyệt vọng—và rằng Hòa Sĩ Khai có thể giải quyết vấn đề này bằng cách thuyết phục Vũ Thành Đế nhường ngôi lại cho Thái tử Cao Vĩ, điều này sẽ khiến cho cả Thái tử và Hồ hoàng hậu sẽ đều cảm tạ Hòa Sĩ Khai. Hòa Sĩ Khai chấp thuận, và cả ông ta cùng Tổ Thỉnh đều đề xuất điều này với Vũ Thành Đế, họ nói với ông rằng các dấu hiệu chiêm tinh chỉ ra vị thế hoàng đế sẽ được thay đổi cho thấy rằng ông cần nhường ngôi, và đặc biệt là bởi làm phụ thân của một hoàng đế sẽ còn vinh dự hơn làm hoàng đế. Vũ Thành Đế chấp thuận, vào mùa hè năm 565, ông đã nhường ngôi cho Thái tử Cao Vĩ khi ấy mới 8 tuổi, lập chính thất của Cao Vĩ là Hộc Luật thái tử phi (con gái của Hộc Luật Quang) làm hoàng hậu. Vũ Thành Đế trở thành thái thượng hoàng.

## Làm thái thượng hoàng
Do Cao Vĩ còn ít tuổi, Thái thượng hoàng vẫn tiếp tục nắm quyền đưa ra các quyết định quan trọng. Ông cũng rất yêu mến một người con trai khác với Hồ thái thượng hoàng hậu là Đông Bình vương Cao Nghiễm (高儼). Mặc dù Cao Nghiễm còn ít tuổi hơn Cao Vĩ, song ông đã phong cho Cao Nghiễm rất nhiều chức tước. Cao Nghiễm được đánh giá là thông minh và cương quyết hơn so với Cao Vĩ, và có lúc còn hỏi rằng tại sao Cao Vĩ là hoàng đế. Thái thượng hoàng và Thái thượng hoàng hậu đã tính đến việc phế truất Cao Vĩ và đưa Cao Nghiễm làm hoàng đế thay thế, song cuối cùng đã không làm như vậy.
Năm 566, do Hòa Sĩ Khai và Tổ Thỉnh vu cáo Cao Hiếu Uyển âm mưu phản loạn, Vũ Thành Đế đã cho bắt Cao Hiếu Uyển và tiến hành tra tấn, cuối cùng làm gãy chân người cháu trai này. Cao Hiếu Uyển chết do bị trọng thương, và khi em trai của Cao Hiếu Uyển là Cao Diên Tông than khóc, Thái thượng hoàng cũng đã cho bắt và tra tấn Cao Diên Tông, song không giết chết.
Năm 567, do thèm muốn có được quyền lực lớn hơn, Tổ Thỉnh đã cáo buộc Triệu Ngạn Thâm, Nguyên Văn Dao và Hòa Sĩ Khai hủ bại và chia bè kết phái, song ba người này đã nhận được tin tức trước khi Tổ Thỉnh trình tấu và tiến hành biện hộ từ trước. Thái thượng hoàng đã cho bắt Tổ Thỉnh và thẩm vấn người này. Trong quá trình thẩm vấn, Tổ Thỉnh đã xúc phạm Thái thượng hoàng khi nói rằng ông không nên giữ nhiều thị nữ như vậy và so sánh ông với Hạng Vũ và các thành tựu của ông kém xa so với Hạng Vũ. Thái thượng hoàng tức giận và đánh Tổ Thỉnh 200 gậy và giam Tổ Thỉnh vào địa lao, và trong thời gian bị giam, khói từ đèn (chất đốt làm từ hạt cải thìa) đã khiến ông ta bị mù.
Vào mùa xuân năm 568, Vũ Thành Đế lâm bệnh nặng, và một viên quan tên Từ Chi Tài (徐之才), một y sinh được đào tạo, đã chữa cho ông khỏe lại. Tuy nhiên, sau khi Thái thượng hoàng phục hồi, Hòa Sĩ Khai đã đưa Từ Chi Tài đi làm thứ sử ở Duyện châu (兗州, nay gần tương ứng với Tế Ninh, Sơn Đông). Sang mùa đông năm 568, Thái thượng hoàng lại đổ bệnh và ông cho triệu Từ Chi Tài đến chữa trị. Tuy nhiên, trước khi Từ Chi Tài có thể đến nơi, Thái thượng hoàng đã qua đời.

## Gia đình

### Hậu phi
- Hồ hoàng hậu
- Lân Hòa công chúa, con gái của Nhu Nhiên khả hãn Uất Cửu Lư Am La Thần
- Hoằng Đức phu nhân Lý thị
- Bành phu nhân, con gái của Bành Vinh, dưỡng mẫu của Cao Khuếch
- Vương tần, nguyên là phi tần của Văn Tuyên Đế Cao Dương
- Lô tần, nguyên là phi tần của Văn Tuyên Đế Cao Dương, dưỡng mẫu của Cao Nhân Quang
- Mã tần, bị Hồ hoàng hậu ghen tuông nên treo cổ mà chết
- Nhâm thị, con gái của Nhâm Tường, sinh Cao Nhân Trực

### Con trai
- Nam Dương vương Cao Xước (高綽), sinh năm 557, được phong tước Nam Dương vương vào năm 564, bị Cao Vĩ giết vào năm 574.
- Hậu Chủ Cao Vĩ (高緯), tấn phong thái tử năm 562.
- Lang Da vương Cao Nghiễm (高儼), sinh năm 558, được phong tước Lang Da vương vào năm 569, bị Cao Vĩ giết vào năm 571, được truy thụy Sở Cung Ai Đế
- Tề An vương Cao Khuếch (高廓), được phong năm 566, bị Bắc Chu Vũ Đế giết năm 577
- Bắc Bình vương Cao Trinh (高貞), được phong năm 566, bị Bắc Chu Vũ Đế giết năm 577
- Cao Bình vương Cao Nhân Anh (高仁英), được phong năm 566
- Hoài Nam vương Cao Nhân Quang (高仁光), được phong năm 566, bị Bắc Chu Vũ Đế giết năm 577
- Tây Hà vương Cao Nhân Cơ (高仁機), được phong năm 568, bị Bắc Chu Vũ Đế giết năm 577
- Lạc Bình vương Cao Nhân Ung (高仁邕), được phong năm 568, bị Bắc Chu Vũ Đế giết năm 577
- Dĩnh Xuyên vương Cao Nhân Kiệm (高仁儉), được phong năm 568, bị Bắc Chu Vũ Đế giết năm 577
- An Lạc vương Cao Nhân Nhã (高仁雅), được phong năm 568
- Đan Dương vương Cao Nhân Trực (高仁直), được phong năm 568, bị Bắc Chu Vũ Đế giết năm 577
- Đông Hải vương Cao Nhân Nhượng (高仁讓), được phong năm 568, bị Bắc Chu Vũ Đế giết năm 577

### Con gái
- Vĩnh Xương công chúa
- Đông An công chúa